# Beaufortia
Beaufortia — рід риб родини Гастромизонові. Складається з 16 видів.

## Опис
Загальна довжина представників цього роду коливається від 3 до 12 см. Голова сплощена широка, проте коротка. Очі невеличкі, опуклі. Рот помірно широкий. Тулуб у передній та середній частині доволі широкий, звужується у хвостовій частині. Грудні та черевні плавці доволі великі. Хвостовий плавець короткий, звужений.
Забарвлення піщане, світло коричневе, оливкувате з численними плямочками різної форми та розташування у кожного з видів. Також вони можуть бути присутніми на плавцях та голові.

## Спосіб життя
Зустрічаються в швидких потоках на кам'янистих або каменисто-піщаних ґрунтах. B. kweichowensis і B. szechuanensis тримаються мілини, на ділянках річок, між каскадами і порогами. B.leveretti часто можна виявити на вертикальних стінах валунів каскадів і невеликих водоспадів. Живляться перифітоном, насамперед дрібними безхребетними.

## Розповсюдження
Мешкають у водоймах південного Китаю та В'єтнаму.

## Види
- Beaufortia buas (Mai, 1978)
- Beaufortia cyclica Chen, 1980
- Beaufortia daon (Mai, 1978)
- Beaufortia elongata (Mai, 1978)
- Beaufortia huangguoshuensis Zheng & Zhang, 1987
- Beaufortia intermedia Tang & Wang, 1997
- Beaufortia kweichowensis (Fang, 1931)
- Beaufortia leveretti (Nichols & Pope, 1927)
- Beaufortia liui Chang, 1944
- Beaufortia loos (Mai, 1978)
- Beaufortia niulanensis Chen, Huang & Yang, 2009
- Beaufortia pingi (Fang, 1930)
- Beaufortia polylepis Chen, 1982
- Beaufortia szechuanensis (Fang, 1930)
- Beaufortia yunnanensis (Li, Lu & Mao, 1988)
- Beaufortia zebroidus (Fang, 1930)